# Victor Kraatz
Victor Kraatz (Berlino, 7 aprile 1971) è un ex danzatore su ghiaccio canadese.

## Palmarès
Con Shae-Lynn Bourne
GP: Gare comprese nel circuito Champion Series dalla stagione 1995-96rinominato Grand Prix dalla stagione 1998-99
| Internazionali                    | Internazionali | Internazionali | Internazionali | Internazionali | Internazionali | Internazionali | Internazionali | Internazionali | Internazionali | Internazionali | Internazionali |
| Evento                            | 92–93          | 93–94          | 94–95          | 95–96          | 96–97          | 97–98          | 98–99          | 99–00          | 00–01          | 01–02          | 02–03          |
| --------------------------------- | -------------- | -------------- | -------------- | -------------- | -------------- | -------------- | -------------- | -------------- | -------------- | -------------- | -------------- |
| Giochi olimpici invernali         |                | 10°            |                |                |                | 4°             |                |                |                | 4°             |                |
| Campionati mondiali               | 14°            | 6°             | 4°             | 3°             | 3°             | 3°             | 3°             |                | 4°             | 2°             | 1°             |
| Campionati dei Quattro continenti |                |                |                |                |                |                | 1°             |                | 1°             |                | 1°             |
| GP Finale                         |                |                |                | 4°             | 1°             | 2°d            |                | 5°             |                | 1°             |                |
| GP Cup of Russia                  |                |                |                |                |                |                |                | 2°             |                |                |                |
| GP Lalique                        |                |                |                |                |                |                |                |                |                | 2°             |                |
| GP Nations/Spark.                 |                | 5°             |                |                | 2°             |                | 2°             | 1°             | 3°             |                |                |
| GP NHK Trophy                     |                |                |                | 2°             |                | 2°             |                |                |                |                |                |
| GP Skate America                  |                |                |                |                |                |                |                |                | 3°             |                |                |
| GP Skate Canada                   | 6°             | 3°             | 1°             | 1°             | 1°             | 1°             | 1°             |                |                | 1°             |                |
| Nebelhorn Trophy                  | 1°             |                |                |                |                |                |                |                |                |                |                |
| Nazionali                         |                |                |                |                |                |                |                |                |                |                |                |
| Campionati canadesi               | 1°             | 1°             | 1°             | 1°             | 1°             | 1°             | 1°             |                | 1°             | 1°             | 1°             |